# Pohsangit Leres
Pohsangit Leres is een bestuurslaag in het regentschap Probolinggo van de provincie Oost-Java, Indonesië. Pohsangit Leres telt 4546 inwoners (volkstelling 2010).